# Bergholmen, Raseborg
Bergholmen är en ö i Finland. Den ligger i Skärgårdshavet eller Finska viken och i kommunen Raseborg i den ekonomiska regionen  Raseborg i landskapet Nyland, i den sydvästra delen av landet. Ön ligger omkring 100 kilometer väster om Helsingfors.
Öns area är 3 hektar och dess största längd är 320 meter i sydöst-nordvästlig riktning.